# Capanna Alpe Mognone
La capanna Alpe Mognone è un rifugio alpino situato in Valle di Sementina, nel comune di Bellinzona (frazione Sementina), Canton Ticino, nelle Alpi Lepontine, a 1.460 m s.l.m.

## Storia
Le baite che costituiscono il complesso sono state restaurate alla fine del secolo scorso, l'edificio che ospita il rifugio venne inaugurato nel 1996.

## Caratteristiche e informazioni
L'edificio principale è ricavato all'interno di una vecchia struttura che era utilizzata come ricovero dagli alpigiani, ospita la cucina i servizi igienici, acqua corrente e dodici posti letto, disposti nella camerata adiacente alla cucina.
È In muratura con tetto in lamiera, impianto elettrico solare e ampio piazzale esterno con tavoli e fontana.  Nel 2003 è stata riattata una seconda cascina con cucina e 9 posti letto, disponibile unicamente per gruppi su richiesta dopo aver ritirato le chiavi.

## Accessi
- Gudo 300 m su comodo sentiero in circa 5 ore di cammino.
- Sementina 260 m in circa 3.30 ore.

## Ascensioni

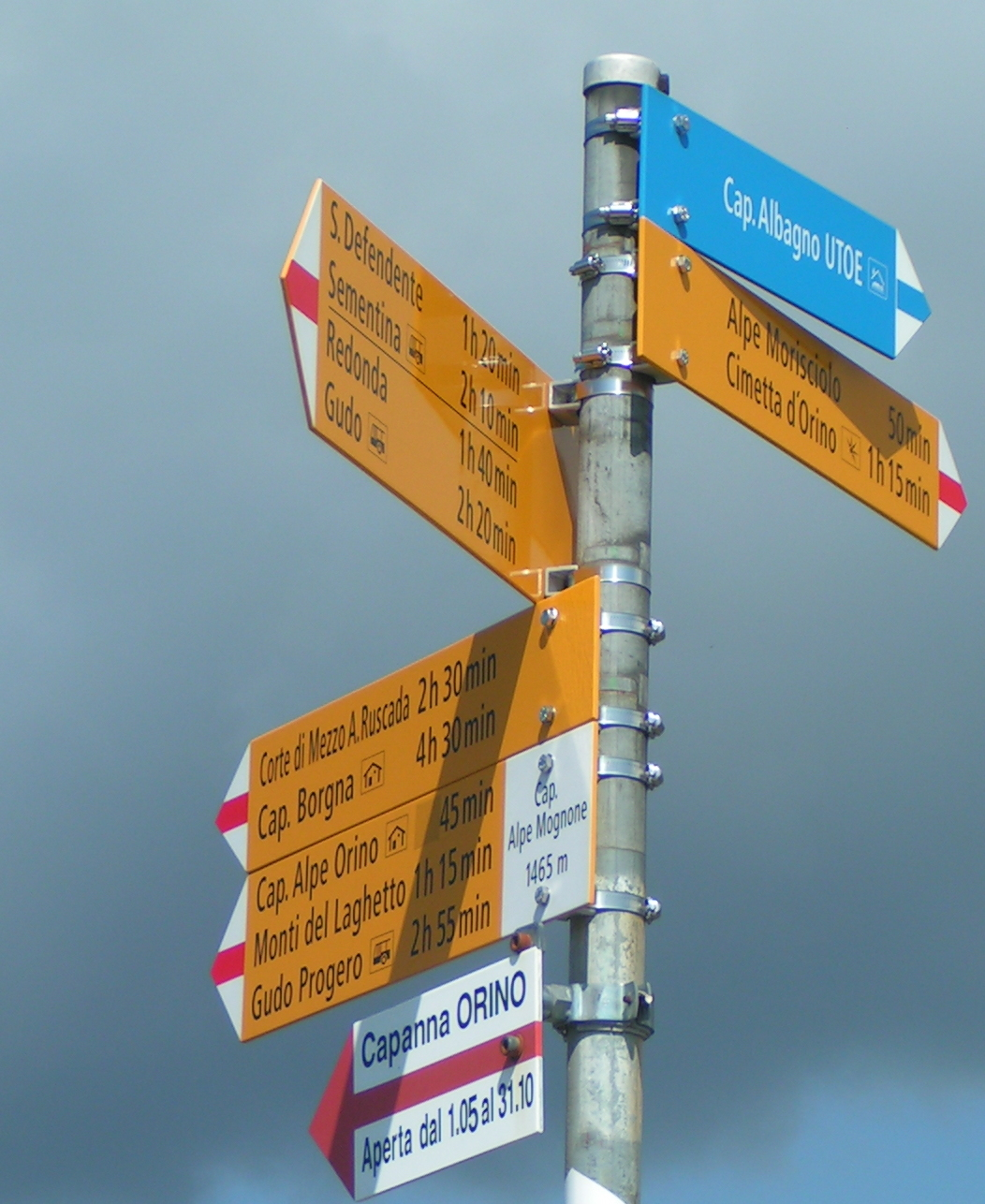

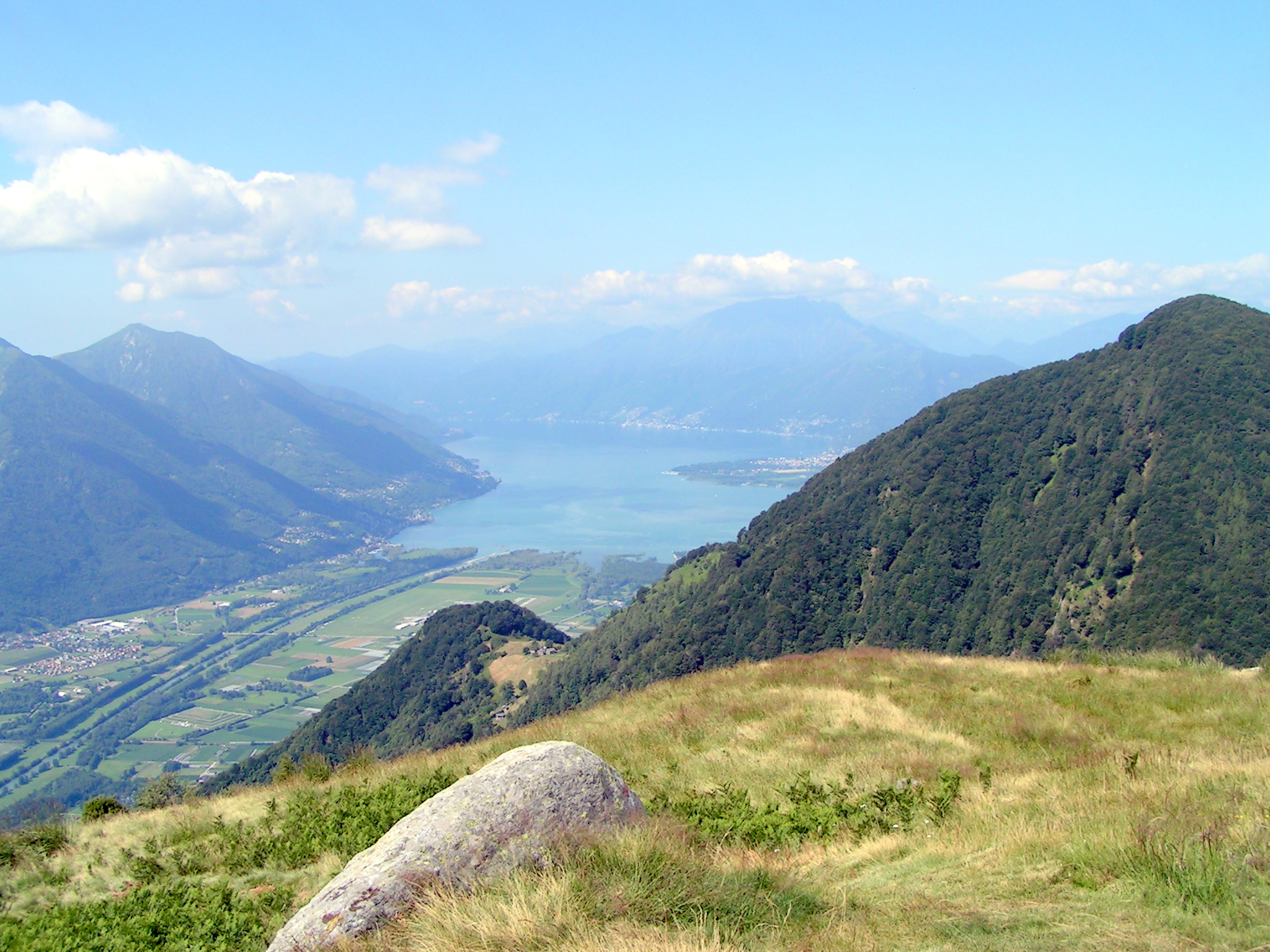
Veduta panoramica sul Piano di Magadino e Lago Maggiore

Cimetta d'Orino 1.15 h

## Traversate
- Capanna Borgna 4.30 h,
- Alpe di Morisciolo 1 h[1],
- Capanna Alpe d'Orino 1.30 h,
- Capanna Albagno 2.30 h su sentiero alpino (T4) (necessaria buona preparazione),
- Capanna Alpe di Lèis 4 h,
- Capanna Alpe di Gariss 3,30 h.